# Caloptilia fribergensis
Caloptilia fribergensis är en fjärilsart som först beskrevs av Fritzsche 1871.  Caloptilia fribergensis ingår i släktet Caloptilia och familjen styltmalar.
Artens utbredningsområde är:
- Österrike.
- Bulgarien.
- Tjeckien.
- Slovakien.
- Frankrike.
- Tyskland.
- Grekland.
- Ungern.
- Italien.
- Kazakstan.
- Polen.
- Rumänien.
- Spanien.
- Schweiz.
- Turkmenistan.
- Turkiet.
- Ukraina.
- Kroatien.

Inga underarter finns listade i Catalogue of Life.